# Fan Pui Shan
Fan Pui Shan es una deportista hongkonesa que compitió en esgrima en silla de ruedas. Ganó siete medallas en los Juegos Paralímpicos de Verano entre los años 2004 y 2012.

## Palmarés internacional
| Juegos Paralímpicos | Juegos Paralímpicos   | Juegos Paralímpicos | Juegos Paralímpicos              |
| Año                 | Lugar                 | Medalla             | Prueba                           |
| ------------------- | --------------------- | ------------------- | -------------------------------- |
| 2004                | Atenas (Grecia)       | Medalla de oro      | Florete por equipos              |
| 2004                | Atenas (Grecia)       | Medalla de oro      | Espada por equipos               |
| 2004                | Atenas (Grecia)       | Medalla de plata    | Florete individual A             |
| 2004                | Atenas (Grecia)       | Medalla de plata    | Espada individual A              |
| 2008                | Pekín (China)         | Medalla de bronce   | Florete individual A             |
| 2008                | Pekín (China)         | Medalla de bronce   | Espada individual A              |
| 2012                | Londres (Reino Unido) | Medalla de bronce   | Espada por equipos clase abierta |